# Gran Premi d'Andalusia de motociclisme de 2020
El Gran Premi d'Andalusia de motociclisme de 2020 (oficialment anomenat Gran Premio Red Bull de Andalucía) va ser la tercera prova del Campionat del Món de motociclisme de 2020. Va tenir lloc al Circuit de Jerez, a Jerez de la Frontera, Espanya, del 24 al 26 de juliol del 2020.

## Resultats

### MotoGP
| Pos.                         | No. | Pilot             | Constructor | Voltes | Temps     | Graella | Punts |
| ---------------------------- | --- | ----------------- | ----------- | ------ | --------- | ------- | ----- |
| 1                            | 20  | Fabio Quartararo  | Yamaha      | 25     | 41:22.666 | 1       | 25    |
| 2                            | 12  | Maverick Viñales  | Yamaha      | 25     | +4.495    | 2       | 20    |
| 3                            | 46  | Valentino Rossi   | Yamaha      | 25     | +5.546    | 4       | 16    |
| 4                            | 30  | Takaaki Nakagami  | Honda       | 25     | +6.113    | 8       | 13    |
| 5                            | 36  | Joan Mir          | Suzuki      | 25     | +7.693    | 10      | 11    |
| 6                            | 4   | Andrea Dovizioso  | Ducati      | 25     | +12.554   | 14      | 10    |
| 7                            | 44  | Pol Espargaró     | KTM         | 25     | +17.488   | 12      | 9     |
| 8                            | 73  | Álex Márquez      | Honda       | 25     | +19.357   | 21      | 8     |
| 9                            | 5   | Johann Zarco      | Ducati      | 25     | +23.523   | 15      | 7     |
| 10                           | 42  | Álex Rins         | Suzuki      | 25     | +27.091   | 20      | 6     |
| 11                           | 53  | Tito Rabat        | Ducati      | 25     | +33.628   | 18      | 5     |
| 12                           | 38  | Bradley Smith     | Aprilia     | 25     | +36.306   | 19      | 4     |
| 13                           | 35  | Cal Crutchlow     | Honda       | 24     | +1 volta  | 13      | 3     |
| –                            | 63  | Francesco Bagnaia | Ducati      | 19     | –         | 3       |       |
| –                            | 21  | Franco Morbidelli | Yamaha      | 16     | –         | 6       |       |
| –                            | 33  | Brad Binder       | KTM         | 12     | –         | 9       |       |
| –                            | 9   | Danilo Petrucci   | Ducati      | 11     | –         | 11      |       |
| –                            | 43  | Jack Miller       | Ducati      | 10     | –         | 7       |       |
| –                            | 41  | Aleix Espargaró   | Aprilia     | 8      | –         | 16      |       |
| –                            | 27  | Iker Lecuona      | KTM         | 5      | –         | 17      |       |
| –                            | 88  | Miguel Oliveira   | KTM         | 0      | –         | 5       |       |
| INFORME OFICIAL CURSA MOTOGP |     |                   |             |        |           |         |       |